# Arie van de Graaff
Arie van de Graaff (Den Helder, 21 september 1888 - ?) was van 1943 tot 1944 burgemeester van Steenbergen (Nederlandse provincie Noord-Brabant).
Van der Graaf werd in 1888 in Den Helder geboren als zoon van de vuurwerker Jacob van de Graaff en van Grietje Visser. In 1935 werd hij lid van de Nationaal-Socialistische Beweging (NSB), waarin hij in 1942 tot kringleider werd benoemd. In 1943 werd hij burgemeester van Steenbergen. Van de Graaff vluchtte op Dolle Dinsdag (5 september 1944) uit Steenbergen met zijn gezin naar Olst en werd door de Minister van Binnenlandse zaken J.A.W. Burger, die in Engeland verbleef, op 25 september 1944 ontslagen van al zijn functies. 
In maart 1945 werd hij door de bezettingsautoriteiten nog benoemd tot waarnemend burgemeester van Rijssen en op 28 april tot waarnemend burgemeester van Lopik. Daar werd hij op 7 mei 1945 gearresteerd en overgebracht naar kamp IJsselstein en later naar kamp Vught. In 1948 werd hij berecht en schuldig bevonden aan het arresteren of doen arresteren van een viertal verzetsmensen (waarvan drie met fatale afloop), zijn nationaalsocialistische overtuiging en het hulp verlenen aan de vijand. Hij werd door de Bijzondere Raad van Cassatie veroordeeld tot tien jaar gevangenisstraf met ontzetting uit het recht om ambten te mogen bekleden.
Arie Van de Graaff kwam uiteindelijk, na diverse pogingen daartoe, vervroegd vrij op 7 mei 1951. Daarmee heeft hij precies 6 jaar van zijn straf uitgezeten.